# Robson Severino da Silva
Robson Severino da Silva   (Recife, 10 de juliol de 1983), conegut simplement com a Robson, és un antic futbolista professional brasiler que va jugar com a defensa central.

## Carrera de club
Nascut a Recife, Pernambuco, Robson va jugar a futbol en lligues inferiors en els primers anys de carrera esportiva. El juny de 2005 va signar un contracte de sis mesos amb el Mogi Mirim Esporte Clube de la tercera divisió, després es va incorporar a l'Associação Olímpica de Itabaiana, que compiteix en el Campionat estatal de Sergipe.
L'estiu del 2006, Robson va fitxar pel club de segon nivell portuguès Gondomar SC i, la temporada següent, amb 24 anys, va debutar en primeira divisió, amb el Vitória de Setúbal. El seu primer partit a la competició va ser el 19 d'agost de 2007, quan va jugar els 90 minuts sencers en un empat 1-1 fora de casa contra el Vitória de Guimarães. El 7 de juliol de 2009, després d'haver ajudat els sadins a conservar la categoria, Robson va acceptar un contracte de tres anys amb el CS Marítimo, com agent lliure. Va fer una mitjana de 20 aparicions a la lliga durant la seva estada a Madeira.
De nou com a agent lliure, el 19 de setembre de 2012, Robson va passar a jugar amb l'Oud-Heverlee Leuven de la Primera Divisió A belga. Al final de la temporada 2013-14, després del descens del seu equip a segona categoria, es va reunir amb el seu antic entrenador Ronny Van Geneugden al Waasland-Beveren.

## Palmarès
Vitória de Setúbal
- Taça da Liga: 2007–08[5]